# Outland (Computerspiel)
Outland ist ein Jump ’n’ Run, das vom finnischen Studio Housemarque entwickelt und von Ubisoft veröffentlicht wurde. Das Spiel wurde am 27. April 2011 für Xbox 360 und PlayStation 3 veröffentlicht. Am 29. September 2014 folgte eine Version für Microsoft Windows und 1. September 2016 eine für Xbox One.

## Handlung
Die Handlung von Outland spielt in einer mysteriösen Welt, in der das Gleichgewicht zwischen Licht und Dunkelheit gestört wurde. Der Spieler übernimmt die Rolle eines namenlosen Helden, der von Visionen heimgesucht wird und eine uralte Prophezeiung erfüllen muss. Auf seiner Reise durch verschiedene Landschaften und Tempel muss der Spieler gefährliche Feinde bekämpfen und Rätsel lösen, um das Gleichgewicht wiederherzustellen und die Welt zu retten.

## Spielprinzip
Outland ist ein 2D-Plattformer. Der Spieler erkundet handgezeichnete Levels und bekämpft Feinde mit einem Schwert und verschiedenen anderen Fähigkeiten. Eine einzigartige Mechanik des Spiels ist das Wechseln zwischen den Farben Rot und Blau. Der Spieler kann die Farbe seines Charakters ändern, um mit gleichfarbigen Hindernissen zu interagieren und Angriffe von Gegnern abzuwehren.
Das Spiel bietet eine nicht-lineare Welt, in der der Spieler verschiedene Bereiche erkunden kann. Es gibt auch optionale Herausforderungen und versteckte Geheimnisse, die entdeckt werden können. Durch das Sammeln von Orbs kann der Spieler seine Gesundheit und seine Fähigkeiten verbessern.

## Entwicklung
Outland wurde von Housemarque entwickelt, einem finnischen Videospielentwickler, der für seine Arcade-Spiele bekannt ist. Das Spiel wurde von klassischen Plattformern und traditioneller chinesischer Kunst inspiriert. Es wurde von Kritikern und Spielern gelobt für seine visuelle Präsentation, den herausfordernden Schwierigkeitsgrad und das innovative Farbwechsel-Gameplay.

## Rezeption
Outland erhielt positive Bewertungen von Kritikern. Das Spiel wurde für einzigartige Grafik, die Atmosphäre und innovatives Gameplay gelobt. Eine präzise Steuerung und ein anspruchsvoller Schwierigkeitsgrad wurden ebenfalls positiv bewertet. Kritikpunkte bezogen sich auf die begrenzte Geschichte und das Fehlen einer Online-Mehrspielerfunktion.